# Diacyclops yeatmani
Diacyclops yeatmani – gatunek widłonoga z rodziny Cyclopidae.
Gatunek ten opisał w 1964 roku amerykański biolog Harry Clay Yeatman, nadając mu nazwę Cyclops clandestinus. Później gatunek został przeniesiony do rodzaju Diacyclops i aby uniknąć pomylenia z taksonem Diacyclops languidoides clandestinus Kiefer, 1926, w 1988 roku amerykańska biolog Janet W. Reid nadała mu nową nazwę – Diacyclops yeatmani – na cześć autora pierwszego opisu.